# Willem van Haren

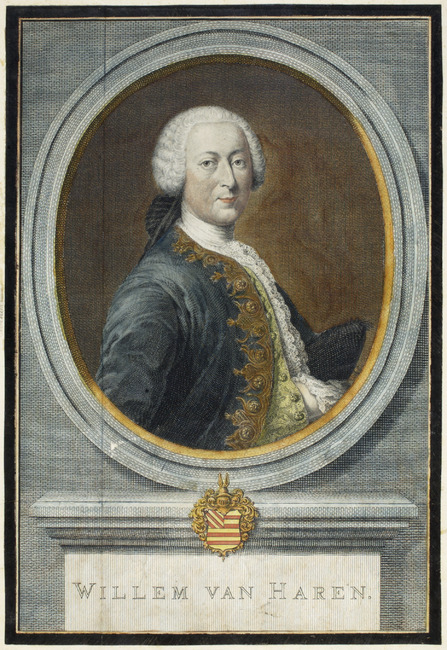
Willem van Haren.

Willem van Haren, född 21 februari 1710 i Leeuwarden, död 4 juli 1768 i Sint-Oedenrode, var en nederländsk författare; bror till Onno Zwier van Haren.
van Haren var en tid ledamot av Generalstaterna och sändebud i Bryssel, men störtades 1759 genom intriger. Han levde därefter i fattigdom och begick slutligen självmord. Han stod liksom sin yngre bror fjärran från den av fransk smak behärskade modedikten. Bekantast är hans epos Friso (1741). Brödernas dikter utkom samlade av Jeronimo de Vries 1824 och av Johannes van Vloten 1874 (med biografi).